# Sinclair Lewis
Sinclair Lewis (født 7. februar 1885 i Sauk Centre, Minnesota, død 10. januar 1951 i Rom) var en amerikansk forfatter. 
Han studerede ved Yale University, deltog som vagtmester i Upton Sinclairs utopiske socialistiske eksperiment Helicon Hall (1906–07). Derefter arbejdede han en årrække som freelanceskribent for tidsskrifter og forlag og var konstant på rejse omkring i USA. I 1920 udgav han romanen Main Street, som blev en stor succes og den første af en lang række romaner med satiriske skildringer af amerikanske samfundsforhold og af gennemsnitsamerikanerens livsform og tankesæt. Verdenskendt er Babbitt, repræsentanten for den bdesteborgerlige forretningsstand.
Typisk for hans romaner er den reportageprægede behandling af dokumentarisk og aktuelt samtidsstof, blandt andet om lægestanden i Martin Arrowsmith (1924), om amerikanernes møde med Europa i Dodsworth (1929), om amerikansk straffelovgivning i Ann Vickers (1933) og om det totalitære system som truer demokratierne i fremtidsromanen It Can't Happen Here (1935);  dansk oversættelse, 
 Det kan ikke ske her, (2018). Om racefordomme skrev han i Kingsblood Royal (1947; dansk oversættelse "Af kongeligt blod", 1947). From Main Street to Stockholm (1952) og The Man from Main Street (1953) er samlinger af breve og essayer. Lewis fik som den første amerikaner Nobelprisen i litteratur 1930.